# Band Mais
Band Mais é uma emissora de televisão brasileira sediada em Campinas, cidade do estado de São Paulo. Opera no canal 4 (16 UHF digital) e é uma emissora própria da Band.

## História

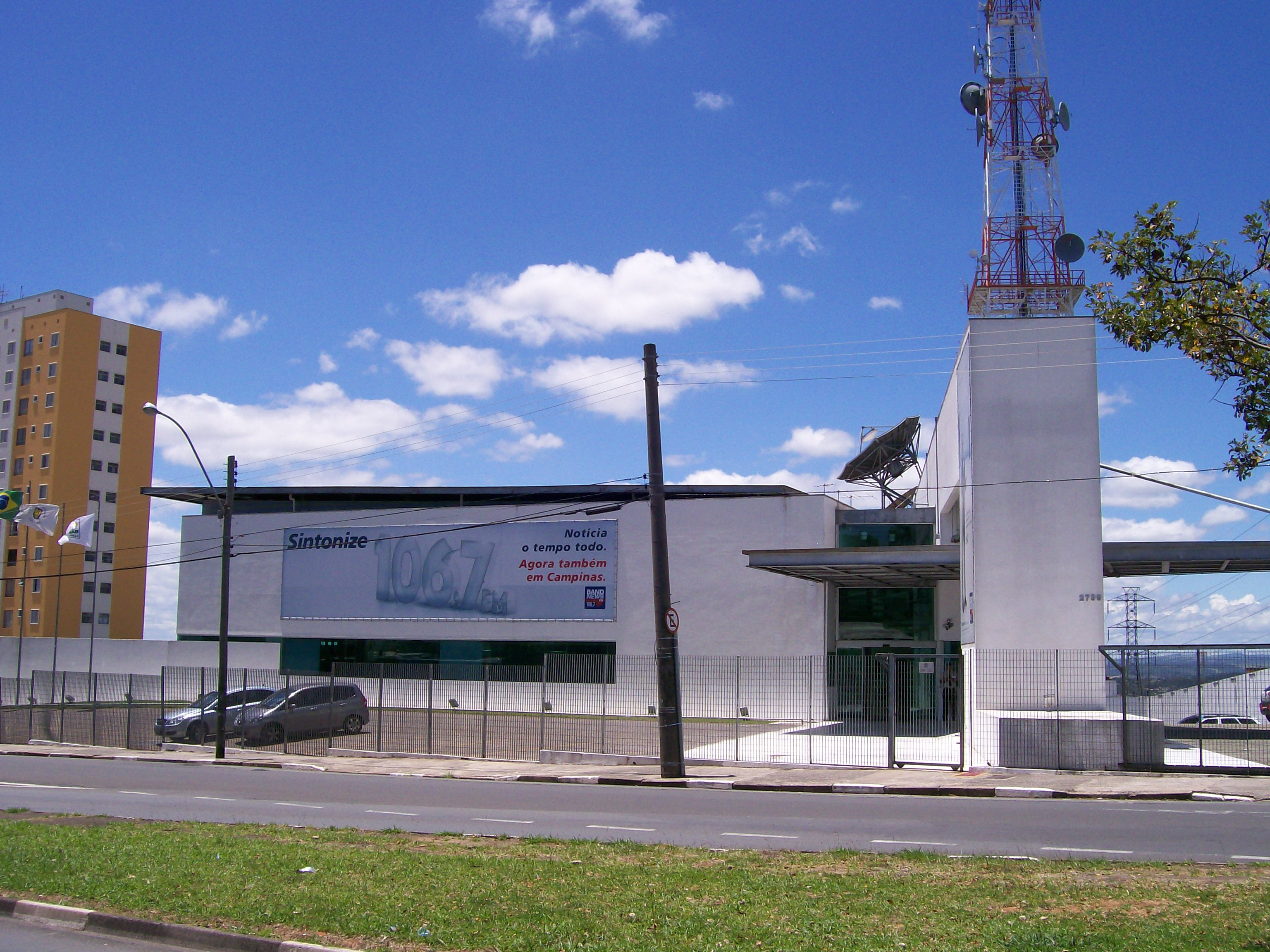
Sede da emissora no Jardim São Gabriel, em 2009

O Grupo Bandeirantes de Comunicação possui atuação em Campinas desde a década de 1950, quando a Rádio Educadora (hoje Rádio Bandeirantes Campinas) foi adquirida por João Jorge Saad. Em 1975, a TV Bandeirantes São Paulo, que estava em processo de expansão para se tornar uma rede nacional implanta uma retransmissora no município, até que em 1990 é instalada a geradora da TV Bandeirantes Campinas, pelo canal 15 UHF.
Inicialmente, a emissora retransmitia toda a programação gerada pela Band, e apenas inseria comerciais locais. Somente em julho de 1993 os primeiros programas locais começaram a ser produzidos, em parceria com a produtora Telecine, e pela falta de condições técnicas, eram todos gravados. Em meados dos anos 90, a parceria foi rompida e a Band Campinas passou a produzir por conta própria os seus programas, após construir novos estúdios no bairro do Castelo, onde já funcionavam seu departamento comercial e seus transmissores desde 1990.
Em 2003, foi inaugurado o Complexo João Jorge Saad no bairro Jardim São Gabriel, reunindo a emissora e as rádios mantidas pelo Grupo Bandeirantes em Campinas, e com isso, a Band Campinas passava a produzir seus programas locais ao vivo.
Em 1.º de setembro de 2019, a Band Campinas passou a se chamar Band Mais, o que segundo a direção da emissora, simboliza sua atuação além da região de Campinas, em mais de 60 cidades do interior paulista.

## Sinal digital
| Canal virtual | Canal digital | Resolução de tela | Programação                               |
| ------------- | ------------- | ----------------- | ----------------------------------------- |
| 4.1           | 16 UHF        | 1080i             | Programação principal da Band Mais / Band |

### Transição para o sinal digital
Com base no decreto federal de transição das emissoras de TV brasileiras do sinal analógico para o digital, a então Band Campinas, bem como as outras emissoras de Campinas, cessou suas transmissões pelo canal 15 UHF no dia 17 de janeiro de 2018, seguindo o cronograma oficial da ANATEL.